# Torbjørn Ruste
Torbjørn Ruste, född 9 december 1929, död 31 juli 2003, var en norsk backhoppare och fotbollsspelare som representerade Nydalens Skiklub i Oslo.

## Karriär
Torbjørn Ruste växte upp i stadsdelen Bjølsen i Oslo. Ruste visade tidigt talang för idrott. Han spelade fotboll för Nydalens fotbollslag och blev regional mästare med laget 1947. Han var också i perioder verksam som tränare i klubben. Men det var som backhoppare Torbjørn Ruste blev mest känd. Ruste blev tidligt känd som en "krafthoppare". I Renabacken 1947 hoppade han längst i båda omgångarna och blev nummer åtta. I Lommedalens jubileumstävling 1950 vann han i Venåsbakken före Thorleif Schjelderup.
Ruste kvalificerade sig till truppen som skickades iväg till tysk-österrikiska backhopparveckan 1954/1955. Det var de finländska backhopparna som dominerade sporten den gången. De hoppade längre med sin nya, aerodynamiska hoppstil, där de sträckte armarna bakåt och intill kroppen. Och i de två första tävlingarna i backhopparveckan säsongen 1954/1955, i Schattenbergbacken i Oberstdorf och i Große Olympiaschanze i Garmisch-Partenkirchen vann finländarna trippel, med Aulis Kallakorpi på topp i båda backarna. Hemmo Silvennoinen och Eino Kirjonen delade andraplatsen i Oberstdorf och i Garmisch-Partenkirchen blev Kirjonen tvåa och Silvennoinen blev nummer tre. Ruste hoppade 109 och 119 meter i Oberstdorf och tog en femteplats, 7,0 poäng efter Kallakorpi. I Garmisch-Partenkirchen föll Ruste. Men han kom tillbaks och vann de två sista tävlingarna, båda före Hemmo Silvenoinen som vann backhopparveckan sammanlagt. Eino Kirjonen blev nummer två sammanlagt, 2,8 poäng efter segraren och 24,1 poäng före landsmannen och bronsvinnaren Kallakorpi som säkrade en trippel för Finland i sammandraget. 
På grund av sina långa hopp i backhopparveckan, fick Ruste smeknamnet "Örnen från Norge". Han hoppade som längst 119 meter i Oberstdorf 1954.
Torbjørn Ruste tävlade i Schweiziska backhopparveckan 1959. Ruste vann många premier i norska mästerskapen. Som bäst blev han nummer 6 i Bavallsbakken i Voss 1955. Ruste har 5 premier från tävlingar i Holmenkollen. Han blev som bäst nummer 14.
Ruste avslutade sin aktiva idrottskarriär 1967.